# Airyanem Vaejah

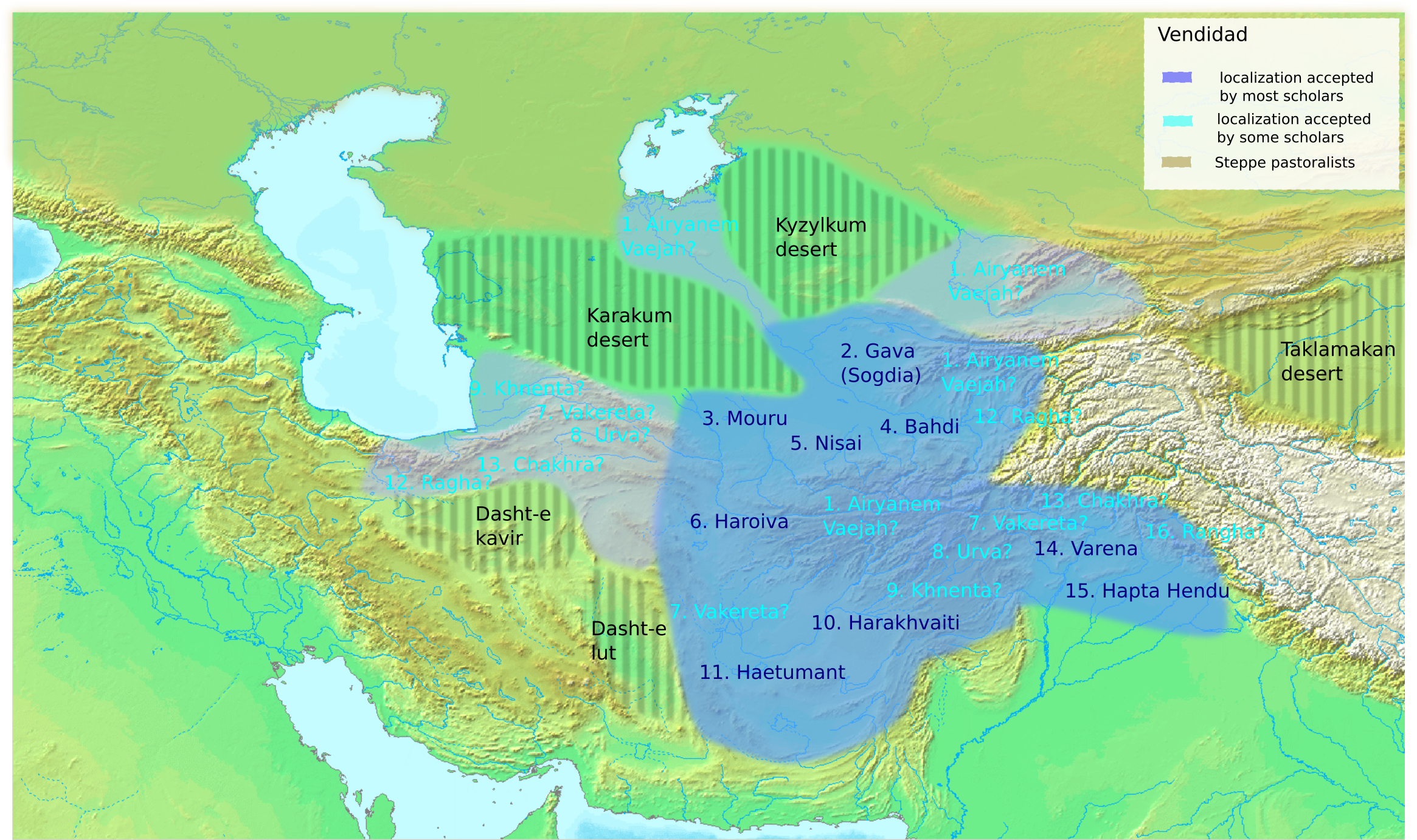
Die möglichen Lokalisationen Airyanem Vaejahs im iranischen Hochland. Bei den anderen Orten handelt es sich um die restlichen 16 vollkommenen Länder der Avesta.

Airyanəm Vaējah, was auf Deutsch ungefähr „Das weite [Land] der Arier“ bedeutet, ist eines der 16 vollkommenen Länder aus dem heiligen Buch des Avesta. Es gilt als die Urheimat der Indoiraner („Arier“), die sich sprach-, religions- und kulturgeschichtlichen Hinweisen zufolge zu Beginn des 2. Jahrtausends vor unserer Zeitrechnung in einen Zweig der indoarischen und einen Zweig der Iranischen Völker spalteten. Obwohl Airyanəm Vaējah als ein „vollkommenes Land“ beschrieben ist, dauert der Winter laut der Vendidad aus der Avesta zehn Monate. Am Ende des Winters wird das Land regelmäßig von Überflutungen bedroht.

## Etymologie und verwandte Wörter
In der avestischen Sprache wird Airyanəm Vaējah aus dem Genitiv Plural der Wörter Airya und Vaējah geformt. Die Bedeutung des Wortes Vaējah ist ungewiss. Es kann mit dem vedischen Wort vej/vij verwandt sein. Vej/vij wiederum kann im deutschen Region eines schnell fliessendes Flusses, Keim oder Samen bedeuten.
Airya (dt. „Arier“) war die Selbstbezeichnung einer Gruppe der frühesten Sprecher indoiranischer Sprachen und ist in altiranischen Quellen sowohl in achämenidischen Inschriften als auch in den zoroastrischen Traditionen der Avesta sowie (in der Form āˊrya-) im Altindischen nachzuweisen. Sprach-, religion- und kulturgeschichtlichen Hinweisen zufolge muss es sich bei den Indoiranern um eine einheitliche Gruppe gehandelt haben, die in der Frühphase eine gemeinsame sprachliche und kulturelle Entwicklung unabhängig von anderen indogermanischen Gruppierungen erfahren hat.

## Geschichtliche Konzepte
Die historische Lokalisation von Airyanəm Vaējah ist immer noch unsicher. Im ersten Kapitel der Vendidad werden 16 Länder aufgelistet und einige Forscher denken, dass Airyanəm Vaējah nördlich dieser Länder liegt. Einige Experten wie Bahram Farahvashi und Nasser Takmil Homayoun behaupten, dass es in Choresmien lag. Diese Ansicht wird vom Historiker Elton L. Daniel (University of Hawaiʻi System) geteilt. Ali Akbar Dehchoda nannte Choresmien die Wiege des arischen Stammes. Michael Witzel nimmt aber wegen des langen Winters an, dass Airyanəm Vaējah ein Weideland in den Bergen Zentralafghanistans sei.